# Werner Machold
Werner Machold (29 de julho de 1913 - 2 de abril de 1968) foi um piloto alemão da Luftwaffe durante a Segunda Guerra Mundial. Voou em mais de 250 missões de combate, nas quais abateu 32 aeronaves inimigas, o que fez dele um ás da aviação. Toda a sua carreira militar e vitórias aéreas tiveram lugar na Frente Ocidental.